# گیرنده هیستامین
گیرنده‌های هیستامین دسته ای از گیرنده‌های جفت شده با پروتئین G هستند که به هیستامین، به عنوان لیگاند درون زاد اولیه خود متصل می‌شوند.
چهار گیرنده هیستامین شناخته شده وجود دارد:
- گیرنده H۱
- گیرنده H۲
- گیرنده H۳
- گیرنده H۴

## مقایسه
| گیرنده | سازوکار     | عملکرد | آنتاگونیست‌ها                                                                                        |
| ------ | ----------- | --- | --------------------------------------------------------------------------------------------------- |
| H۱     | Gq          | - انقباض درازروده - تنظیم چرخه شبانه‌روزی - خارش - اتساع عروق سیستمیک - انقباض برونش (آسم ناشی از آلرژی)             | - آنتاگونیست‌های گیرنده H۱ - دیفن‌هیدرامین - لوراتادین - ستیریزین - فکسوفنادین - کلماستین - روپاتادین |
| H۲     | Gs ↑ cAMP2+ | - افزایش ریتم سینوسی - تحریک ترشح اسید معده - آرامش عضلات صاف - مهار سنتز آنتی‌بادی، تکثیر سلول‌های T و تولید سیتوکین | - آنتاگونیست‌های گیرنده H۲ - رانیتیدین - سایمتیدین - فاموتیدین - نیزاتیدین                           |
| H۳     | Gi          | - کاهش انتشار استیل کولین، سروتونین و نوراپی نفرین در دستگاه عصبی مرکزی - گیرنده‌های خود پیش سیناپسی                 | - آنتاگونیست‌های گیرنده H۳ - ABT-239 - Ciproxifan - Clobenpropit - Thioperamide                      |
| H۴     | Gi          | - واسطه کموتاکسی ماست‌سل.                                                                                            | - آنتاگونیست‌های گیرنده H۴ - Thioperamide - JNJ 7777120                                              |

چندین پیرایش دگرسان از H۳ در گونه‌های مختلف وجود دارد. اگرچه همه گیرنده‌های ۷-تراغشائی جفت‌شده با پروتئین G هستند، اما H۱ و H۲ در فعالیت‌های خود کاملاً با H۳ و H۴ متفاوت هستند. H۱ باعث افزایش هیدرولیز PIP2 می‌شود، H۲ ترشح اسید معده را تحریک می‌کند و H۳ واسطه مهار بازخورد هیستامین است.